# Breviceps sylvestris
Breviceps sylvestris es una especie de rana de la familia Brevicipitidae endémica de la provincia de Limpopo, al noreste de Sudáfrica. Esta especie de ranas pueden cambiar su color de piel a rojo, naranja, amarillo, verde y púrpura. La longitud del cuerpo de esta especie de rana varía desde los 2 hasta los 10 cm. 
Se encuentra amenazada de extinción por la pérdida de su hábitat natural debido a la deforestación, el fuego, las plantaciones frutales, y la agricultura de subsistencia, y en un grado menor la vivienda.

## Subespecies
Según ASW:
- Breviceps sylvestris sylvestris FitzSimons, 1930
- Breviceps sylvestris taeniatus Poynton, 1963